# Bentley S1
 La S1 è un'autovettura di lusso costruita dalla Bentley dal 1955 al 1959. 

## Contesto
Il modello era molto simile agli esemplari prodotti dalla Rolls-Royce, e anche per la S1 continuò la tendenza che andava avanti fin dagli anni dell'acquisto da parte della Casa automobilistica britannica della Bentley (1931). Le differenze erano infatti solamente nella forma del radiatore e dettagli minori; il modello derivava quasi completamente dalla Silver Cloud I.

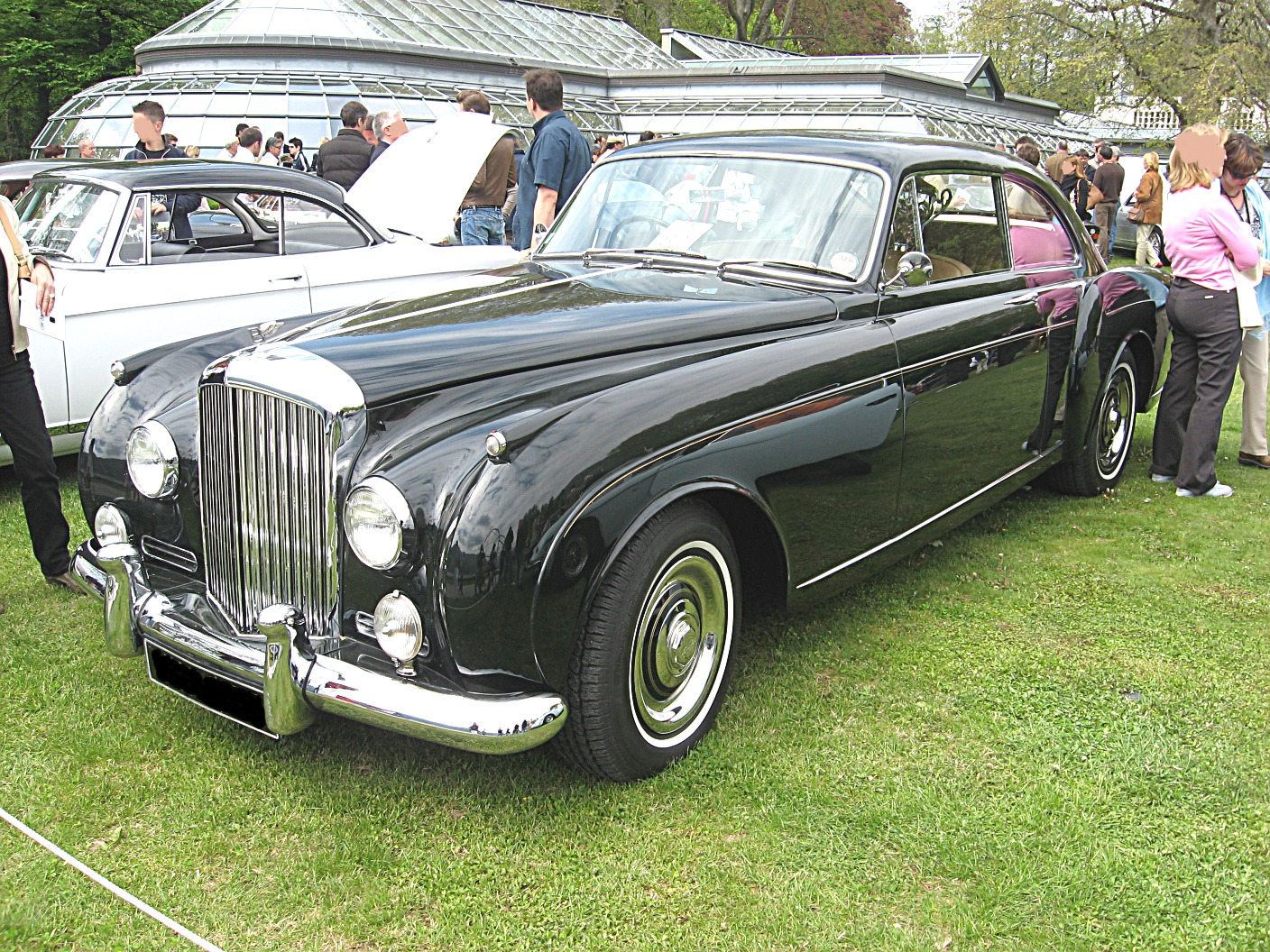
Una Benltey S1 Continental Mulliner

Il motore era un sei cilindri in linea con una cilindrata di 4887 cm³. Fu l'ultimo propulsore che derivò da quelli installati sulla Rolls-Royce Twenty dal 1922 al 1929. L'alesaggio era di 95,25 mm, la corsa di 114,3 mm ed il rapporto di compressione di 6,6:1. Erano installati due carburatori di tipo “SU”, potenziati nel 1957. Era disponibile il cambio automatico di serie e il cambio manuale a quattro rapporti (primo non sincronizzato) come optional fino al 1957. Furono prodotte due versioni, una con passo 3124 mm e un'altra, dal 1957, con passo di 3226 mm.
Una versione con carrozzeria sportiveggiante, la S1 Continental, fu introdotta sei mesi più tardi.
La versione più corta della S1 fu provata dal periodico The Motor nel 1957. Raggiunse la velocità massima di 166 km/h e accelerò da 0 e 97 km/h in 13,1 secondi. Il consumo di carburante era di 17,5 litri ogni 100 km. Il modello utilizzato nel test costava 3605 sterline incluse le tasse.

## Produzione
- S1: 3072 (con 145 completate da carrozzieri di fiducia del cliente)
- S1 versione più lunga: 35 (con 12 completate da carrozzieri di fiducia del cliente)
- S1 Continental: 431

## La S1 nei media
- La S1 compare tra le vetture del videogioco Grand Theft Auto 2 (Dove viene denominata B-Type).
- La S1 è la macchina guidata da Jason Kay nel video di Love Foolosophy